# Acraephia germari
Acraephia germari är en insektsart som först beskrevs av Gerstaecker 1860.  Acraephia germari ingår i släktet Acraephia och familjen lyktstritar. Inga underarter finns listade i Catalogue of Life.